# Gianni Davito
Gianni Davito (19 agosto 1957) è un ex altista italiano.
Nel 1977 prese parte ai campionati europei di atletica leggera di San Sebastián concludendo in ottava posizione nel salto in alto, mentre ai campionati del mondo di Helsinki 1983 concluse la gara con l'eliminazione al termine delle qualificazioni per la finale.
A livello nazionale conquistò sei titoli italiani, dei quali quattro indoor e due all'aperto (ai campionati italiani assoluti di atletica leggera di Roma 1983 registrò la sua migliore prestazione con la misura di 2,27 m).

## Progressione

### Salto in alto
| Stagione | Misura | Luogo   | Data      | Rank. Mond. |
| -------- | ------ | ------- | --------- | ----------- |
| 1991     | 2,22 m | Torino  | 26-5-1991 |             |
| 1990     | 2,15 m | Bologna | 18-7-1990 |             |
| 1987     | 2,22 m | Torino  | 10-5-1987 |             |
| 1986     | 2,24 m | Milano  | 20-6-1986 |             |
| 1985     | 2,24 m | Biella  | 14-9-1985 |             |
| 1984     | 2,21 m | Torino  | 2-6-1984  |             |
| 1983     | 2,27 m | Roma    | 19-7-1983 |             |
| 1982     | 2,15 m | Roma    | 14-9-1982 |             |
| 1981     | 2,23 m | Torino  | 4-7-1981  |             |
| 1980     | 2,21 m | Torino  | 1-7-1980  |             |
| 1979     | 2,22 m | Torino  | 12-5-1979 |             |
| 1978     | 2,15 m | Rieti   | 10-9-1978 |             |
| 1977     | 2,18 m | Trieste | 13-9-1977 |             |
| 1976     | 2,15 m | Biella  | 18-5-1976 |             |

## Palmarès
| Anno | Manifestazione | Sede          | Evento        | Risultato      | Prestazione | Note |
| ---- | -------------- | ------------- | ------------- | -------------- | ----------- | ---- |
| 1977 | Europei indoor | San Sebastián | Salto in alto | 8º             |             |      |
| 1983 | Mondiali       | Helsinki      | Salto in alto | Qualificazioni | 2,10 m      |      |

## Campionati nazionali
- 2 volte campione italiano assoluto del salto in alto (1983 e 1986)
- 4 volte campione italiano assoluto del salto in alto indoor (1984, 1986, 1990 e 1991)

1983
- Oro ai campionati italiani assoluti di atletica leggera, salto in alto - 2,27 m

1984
- Oro ai campionati italiani assoluti di atletica leggera indoor, salto in alto - 2,23 m

1986
- Oro ai campionati italiani assoluti di atletica leggera indoor, salto in alto - 2,23 m
- Oro ai campionati italiani assoluti di atletica leggera, salto in alto - 2,24 m

1990
- Oro ai campionati italiani assoluti di atletica leggera indoor, salto in alto - 2,21 m

1991
- Oro ai campionati italiani assoluti di atletica leggera indoor, salto in alto - 2,21 m

## Riconoscimenti
- Oscar atletico piemontese (1991)[2]